# 国友正一
国友 正一（くにとも しょういち、1910年〈明治43年〉7月28日 - 1981年〈昭和56年〉6月30日）は、日本のプロ野球審判員。選手として東京六大学野球のチームのリーグ優勝に貢献、また、社会人野球の選手として日本と台湾で活躍した。1926年夏の甲子園優勝チームの一塁手。日本プロ野球界の名審判として知られ、審判員として史上初めて引退試合が行われた。

## 来歴・人物
小学校に上がる前に野球を覚えた。静岡師範学校附属小学校卒業。1923年（大正12年）、静岡県立静岡中学校に入学、在学中、6度甲子園に出場（1924年夏、1925年夏、1926年春、1926年夏、1927年春、1927年夏）した。1926年夏は一塁手として全国制覇に貢献した。1928年（昭和3年）、静岡中学を卒業。立教大学に進む。立教は1931年秋季リーグで初優勝を果たし、翌1932年（昭和7年）4月、優勝メンバーの一員として、3ヶ月間のアメリカ遠征に参加した。立教大学卒業後は台湾球界でもプレーした。戦争中、南支、フィリピン、ジャワと行く先々でボールを手にするチャンスに恵まれた。
戦後、プロ野球再開の1946年（昭和21年）に審判員となり、２リーグ制に移行した1950年（昭和25年）からはセ・リーグに所属。日本プロ野球で初めてインサイドプロテクターを付け球審を務めた。1950年（昭和25年）6月28日、プロ野球史上初の完全試合となった読売ジャイアンツ対西日本パイレーツ戦（青森市営野球場）で球審を務めた。1968年（昭和43年）10月12日のサンケイアトムズ対広島東洋カープ戦まで、23年間・2,675試合で審判員を務め、1969年（昭和44年）2月23日、審判員として史上初めて引退試合が開催された（大洋ホエールズ対東映フライヤーズ・オープン戦/静岡草薙球場）。